# Akwá
Fabrice Alcebiades Maieco (* 30. května 1977, Benguela, Angola), známý jako Akwá, je bývalý angolský fotbalový útočník a reprezentant.

## Reprezentační kariéra
Akwá byl kapitánem Angoly, když ji dovedl k historicky prvnímu postupu na mistrovství světa v roce 2006 v Německu. Na šampionátu odehrál všechny tři zápasy, ale nepodařilo se mu vstřelit gól. Po mistrovství ukončil reprezentační kariéru.